# Historia de la Escuela Superior de Física y de Química Industriales de la ciudad de Paris
La historia de la Escuela Superior de Física y de Química industriales de la ciudad de París (ESPCI ParisTech) comienza en 1882, cuando algunos representantes de la industria química francesa se inquietan por el retraso que lleva con respecto a Alemania, que se había beneficiado de la anexión de Mulhouse como consecuencia de la Guerra franco-prusiana. La EMPCI, que se convertiría en ESPCI unas décadas más tarde, fue creada en un contexto de debilidad general de la ciencia francesa, debido sobre todo a la pobreza de su sistema universitario. Para combatir la potencia germánica, y sobre todo la fuerza económica de su industria química, algunos sabios de origen alsaciano decidieron tomar como modelo el sistema de enseñanza superior y de investigación alemán, y sobre todo su capacidad de articular ciencia e industria, a la manera de los laboratorios de Justus von Liebig.
La historia de esta institución ilustra la fuerte complejidad de las esferas científicas e industriales de finales del siglo XIX y principios del XX, siguiendo con la incorporación, durante el siglo XX, del modelo de la «ciencia pura», liberada de todo imperativo económico. La historia de la escuela se desglosa así en dos grandes periodos: el primero contempla esencialmente la institución enfocada hacia los imperativos económicos e industriales. El segundo le ve acercarse a la investigación fundamental. Sin embargo, la escuela conservó siempre, y conserva todavía hoy, una verdadera tradición de anclaje en la industria. Para Pierre-Gilles de Gennes como para su sucesor, se trata de asociar la investigación más fundamental a las aplicaciones más directamente útiles.
Por otra parte, la ESPCI ha acogido las investigaciones de algunas grandes figuras de la ciencia francesa, incluyendo varios premios Nobel: Pierre y Marie Curie, Pierre-Gilles de Gennes y Georges Charpak. La historia de esta institución permite sobre todo comprender mejor el contexto de los descubrimientos que se han hecho allí, y el espíritu con el que han sido hechos. Así, este contexto ha sido sobre todo el del descubrimiento del radio por los Curie. La historia de la ESPCI permite así matizar la idea de una oposición demasiado rígida entre ciencia e industria.

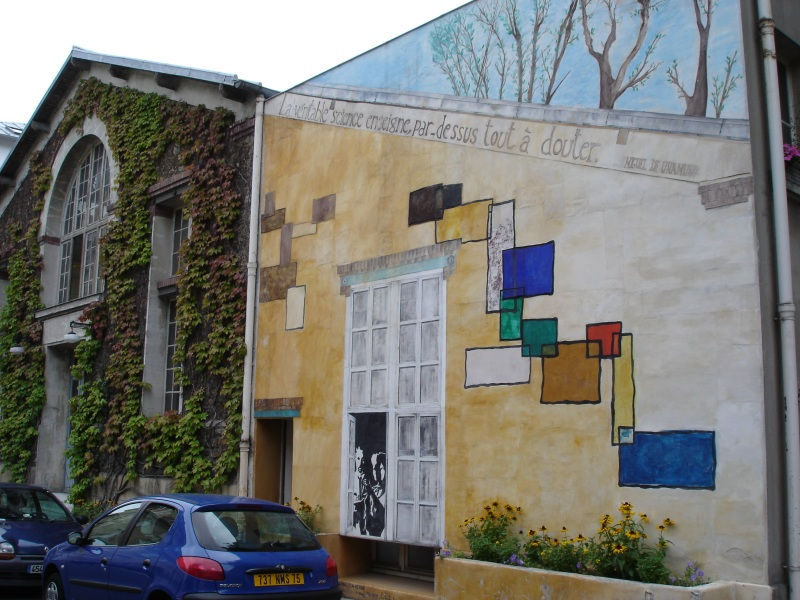
La entrada interior de la ESPCI

## Contexto histórico de la creación

### Contexto institucional

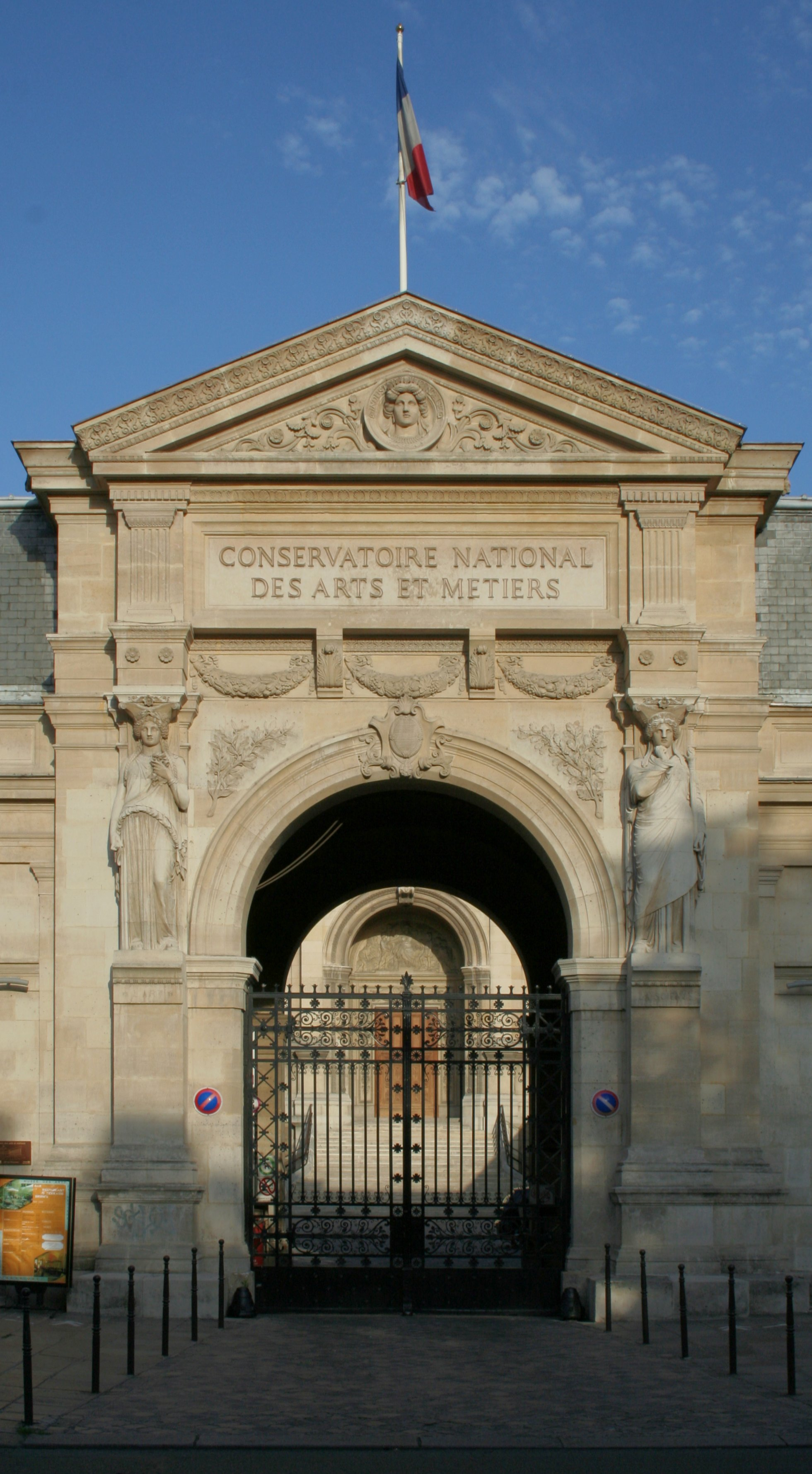
El CNAM es lo una de las primeras grandes instituciones de investigación francesa.

La creación de la ESPCI se inscribe en la dinámica general de estructuración de la enseñanza superior francesa del siglo XIX, comenzada en pleno periodo revolucionario con la abolición de las universidades por la Convención, la creación del Conservatorio nacional de artes y oficios, de la Escuela Central de Trabajos Públicos (futura Escuela Politécnica) y de la Escuela normal superior. La institución del número 42 de la calle Lhomond (primera dirección de la Escuela) debía responder a cierta expectación de la industria (de la industria química en este caso), expectativas que los defectos del sistema de enseñanza superior del año 1870 impedían satisfacer, lo que ponía en peligro el desarrollo económico del país en la carrera de la industrialización que se desarrollaba entonces en Europa, y más particularmente entre Francia y Alemania.
El sistema de enseñanza superior francés se desmarcaba ya en el siglo XIX del de sus vecinos europeos por la dualidad estructural por la que le conocemos todavía hoy, por un lado con un conjunto de facultades poco activas hasta 1870 y por otro lado algunas estructuras específicas como las grandes escuelas o los institutos de investigación (Colegio de Francia, Academia de las ciencias, etc.). La «verdadera enseñanza científica, (...) se imparte en la Politécnica, reorganizada bajo el consulado, en el Museo o en el Colegio de Francia […]», y no en las facultades de ciencias y letras, creaciones originales del decreto de 1808 que se limitan esencialmente a la organización de la selectividad. Generalmente, la enseñanza científica y técnica se da en un conjunto heterogéneo de Grandes escuelas, algunas de las cuales fueron creadas desde antes del final del Antiguo Régimen (por ejemplo, con la Escuela de Artillería en 1720, la Escuela nacional de puentes y caminos en 1747, la Escuela de Ingeniería en Mézières en 1748 o la Escuela de minas en 1783). A estas se añaden otras creadas después de 1789: la Escuela especial militar nacida en 1802, cuatro años antes de instalarse en Saint-Cyr, la Escuela de Minas de Saint-Etienne, que viene a completar la de París en 1817, o también la Escuela central a partir de 1829, o finalmente las Escuelas nacionales superiores de artes y oficios de Châlons (1806), de Angers (1811) y de Aix-en-Provence (1843). Pero los pilares centrales del sistema de formación científica francesa son la Escuela Politécnica y la Escuela normal superior, las dos fundadas en 1794.
Bajo el impulso de Charles Dupin, el Conservatorio nacional de artes y oficios, aun no siendo una gran escuela en el sentido clásico del término, ofrece «una enseñanza pública y gratuita para la aplicación de las ciencias a las artes industriales». Efectivamente, la ordenanza del 25 de noviembre de 1819 definió tres cursos públicos y gratuitos en el Conservatorio de artes y oficios: 1.º de mecánica, 2.º de química en sus aplicaciones a las artes industriales, 3.º de economía industrial. Desde el comienzo del siglo XIX, las sociedades sabias en las cuencas industriales francesas garantizan clases de mecánica y de química industrial bajo la forma de cátedras profesionales y clases nocturnas, sobre todo en las regiones textiles de Amiens, Lille, Lyon, Mulhouse y Rouen con profesores de química como Jean Girardin y Frédéric Kuhlmann.
Entre las Grandes escuelas que desarrollan una actividad de investigación figuraba sobre todo la Escuela de química de Mulhouse, «fundada en 1822 por los industriales de esta ciudad para formar su maestría en la manipulación de los aprestos y de los tintes, y cuyo nivel [no ha] cesado de progresar». Ha permanecido como uno de los escasos centros franceses que aseguran una enseñanza especializada en la industria de la química, hasta la anexión de Alsacia por Alemania en 1871, lo que los Alsacianos refugiados en París no dejarán de recordar con el fin de obtener la autorización para reproducir una escuela igual en París.

### Contexto económico e industrial

#### La segunda Revolución Industrial
La creación de la ESPCI se hace con el impulso concreto de la química orgánica, que, con el desarrollo de la electricidad o el perfeccionamiento de las turbinas, entre otros, participa en la segunda revolución industrial de la segunda mitad del Siglo XIX. Las nuevas tecnologías que aparecen entonces no contribuyen todas del mismo modo al progreso de la ciencia fundamental, pero su papel reviste importancia, en este periodo que ve justamente aparecer un verdadero acercamiento de la industria y de la ciencia anticipando las relaciones que mantienen hoy. Esto es particularmente cierto con la industria química y la química orgánica: esta disciplina, y la industria a la que está asociada, cogen impulso con el descubrimiento accidental de la mauveina o malva de Perkin en 1856 por William Perkin, que conlleva una revolución de la química de los tintes y conduce rápidamente a la fundación de una química de síntesis destinada a reemplazar productos de origen natural. Aunque el descubrimiento inicial de la mauveina fuera accidental, la «revolución química» que se derivó descansaba en gran parte sobre el uso razonado de las fórmulas planas desarrolladas y de las representaciones moleculares materiales, que proceden de la teoría atómica.

#### La falta de preparación de la ciencia y de la química francesa
En este periodo de efervescencia técnica y científica, la investigación francesa atraviesa un periodo de atonía preocupante. Antoine Prost informa así de una encuesta que revela la miseria de la ciencia francesa: «Las bibliotecas son lamentables: la de la facultad de derecho de París solo dispone de 1 000 francos al año. Una facultad de ciencias de provincias tiene que contentarse con 1 800 francos como máximo para sus gastos de calefacción, de electricidad, de clases y de laboratorios. Ningún laboratorio en la facultad de ciencias de París, ni en el Museo. Sin personal de laboratorio, en ninguna parte». A estas graves dificultades materiales se añade un ahogo de la investigación, frenada por el centralismo excesivo de su organización. La química francesa sufre por exceso la recepción difícil del atomismo. Albin Haller subrayó así, en un informe redactado con ocasión de la Exposición universal de 1900, «"el ostracismo" del que ha sido víctima [la teoría atómica en Francia], considerada [sin embargo] imprescindible para el desarrollo de la química orgánica y para la formación eficaz de químicos de alto nivel». De hecho, «el "sistema de equivalencias" [continúa, bajo la influencia de Berthelot, siendo enseñado en Francia] hasta los últimos años del siglo XIX en la mayor parte de la enseñanza superior y de la enseñanza secundaria ».

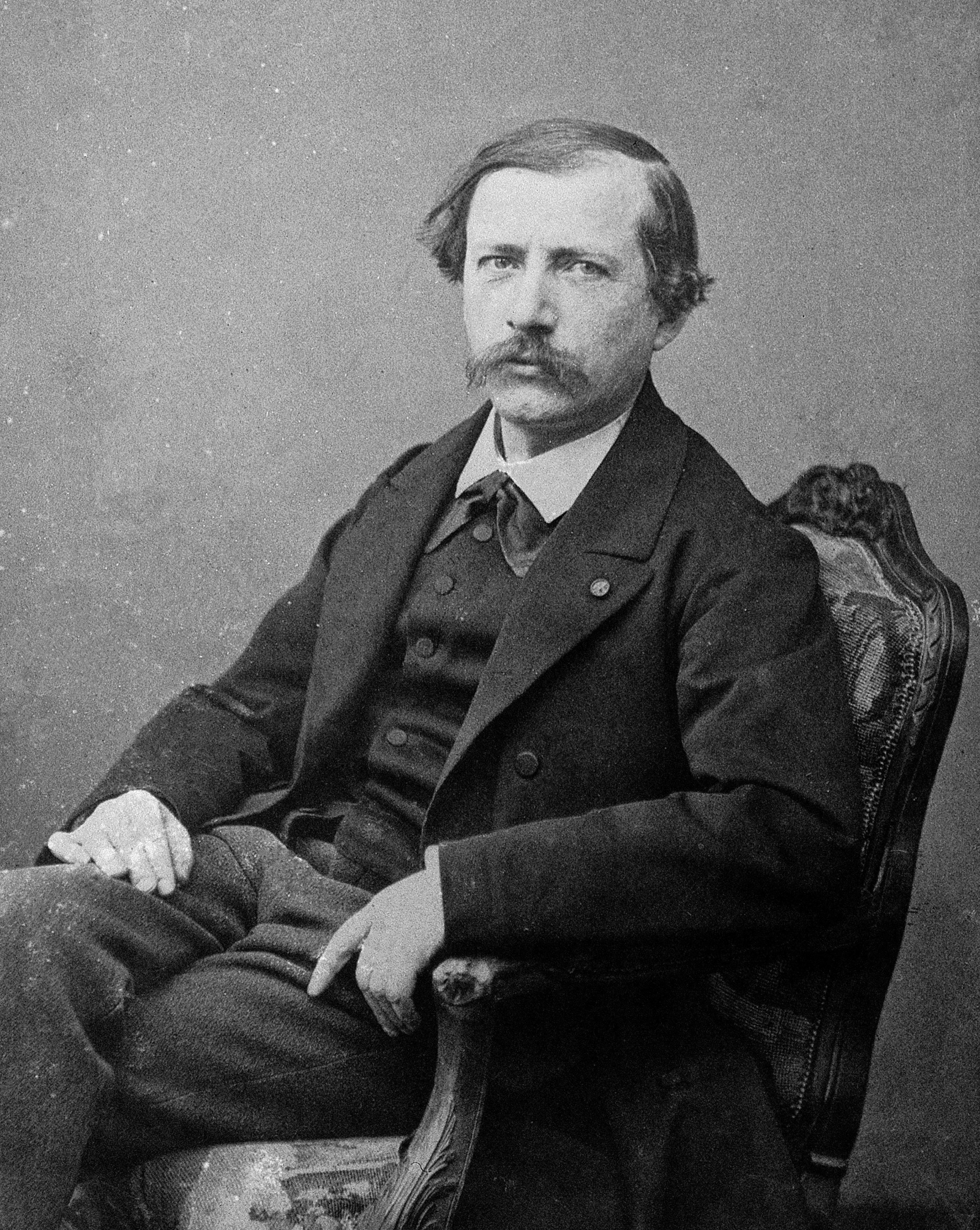
Marcellin Berthelot frenó la introducción del atomismo en Francia.

De modo general, el sistema de enseñanza superior, demasiado alejado de la investigación, permanece hermético a los últimos progresos de la ciencia y es incapaz de responder a las necesidades de las industrias incipientes, que carecen en ese momento de personal técnico y de ingenieros que sepan manejar estas nuevas tecnologías que son la química y la electricidad. Mientras que las facultades de ciencias no ofrecen más que un conocimiento académico cada vez más alejado de la ciencia «viva», y se limitan a ser el aperitivo de los grados universitarios, el sistema de las escuelas permanece ligado a un modelo en desuso, salido de la primera revolución industrial. Continúan teniendo por único objetivo formar «técnicos capaces de concebir máquinas, de dirigir su puesta en marcha y de organizarlas en el seno de un conjunto industrial. [Faltan] conocimientos bastante generales, muchas matemáticas y mecánica, algo de física, pero poca química. [Esta enseñanza les permite satisfacer las exigencias de las industrias dominantes de la primera mitad del s. XIX, que progresaban por otro lado más por la invención de máquinas y la organización de la producción que por descubrimientos científicos», pero apenas puede hacer frente a la emergencia de las nuevas industrias. La enseñanza de la química, y más aún la enseñanza de sus desarrollos más recientes, aparece como el pariente pobre de los programas de estudio, y sufre incluso a veces un cierto desprecio. André Grelon informa así sobre los propósitos del ministro Loucheur quien, en su discurso de conmemoración de los fallecidos por Francia de La Escuela de Física y de Química Industrial en 1919, recuerda que en la Escuela Central, «cuando se quería expresar desprecio por alguien, solo existía esa tonta palabra de "químico"».

#### Medidas todavía insuficientes

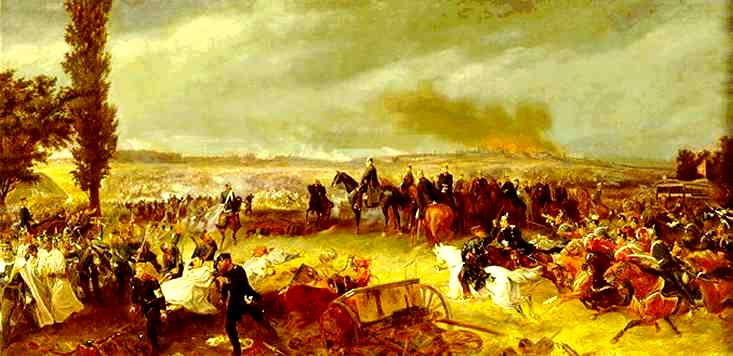
La victoria de los Prusianos en Sadowa ilustra, según Ernest Renan, la superioridad de la «ciencia germana».

Muchos sabios son conscientes de esta situación (Louis Pasteur, Marcellin Berthelot, Claude Bernard, Ernest Renan, …) y se indignan ante el estado de la ciencia francesa en los años 1850 y 1860, lamentando igualmente que no haya seguido el mismo camino que en Alemania. Antoine Prost informa así de los propósitos de Renan, quien afirma en 1867 que «es la universidad la que hace la escuela. Se dijo que lo que venció a Sadowa fue el maestro de primaria. No, lo que venció a Sadowa, fue la ciencia germana». Así se inició un movimiento de reflexión y comenzó a recoger sus frutos en los años 1870. La ley del 12 de julio de 1875 permitió la apertura de centros de enseñanza superior que no dependieran de la «Universidad». Un decreto del 3 de noviembre de 1877 creó 300 becas de licenciatura. Los créditos destinados a las facultades comienzan a llegar (son duplicados con creces entre 1875 y 1885) y las reformas estructurales, referidas esencialmente a la descentralización y a la autonomía administrativa (continúa el ejemplo alemán), se discuten (se consiguen resultados con el decreto del 25 de julio de 1885, que da a las facultades el derecho a poseer bienes y a recibir donativos o subvenciones de los colectivos locales).
Pero estas diversas medidas son todavía muy insuficientes y no permiten llegar al final de los problemas que afronta la ciencia francesa, y sobre todo el sector estratégico de la química. En este último tercio del siglo XIX, «el único establecimiento especializado del que hubiera podido disponer el país [es] la Escuela de química de Mulhouse […]. Pero a partir de ahora se encuentra al otro lado de la frontera».

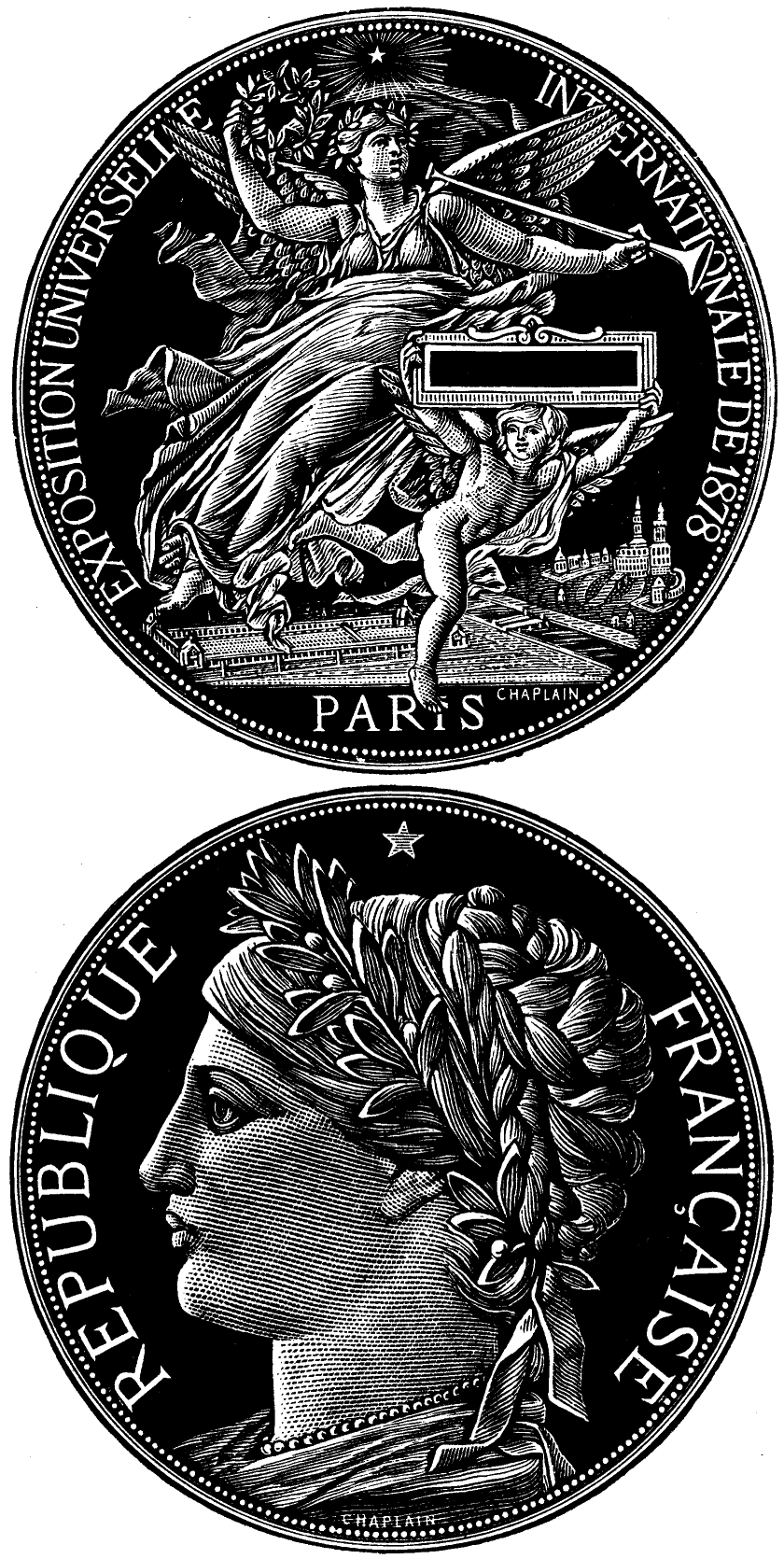
Medalla de la exposición universal de París de 1878

Las consecuencias de la anexión se hacen notar duramente sobre la industria química francesa, y su retraso es visible durante la Exposición Universal de París en 1878. Charles Lauth, ponente de la clase 47 del Jurado Internacional, redacta entonces un escrito al ministro de Comercio y de Agricultura, que tiene en ese momento a su cargo la mayor parte de la enseñanza técnica. Expone en él una dura crítica del sistema de enseñanza francés, y propone como solución a las dificultades encontradas la creación de una Escuela Nacional de Química. Es el primer paso hacia la creación de la ESPCI.

## La creación de la Escuela

### La influencia de la red alsaciana y del modelo germánico
El hecho de que Lauth sea el autor de este escrito no es anodino. Miembro destacado de la Asociación francesa para el desarrollo de las ciencias (AFAS) con Charles Adolphe Wurtz, Charles Friedel, Albin Haller y Paul Schützenberger, comparte con estos últimos una idea de la ciencia, de su práctica y de sus informes con la industria que se inspira directamente en el ejemplo alemán. Estos cinco sabios forman el núcleo de lo que algunos, como Danielle Fauque y Georges Bram, llaman la "red alsaciana".

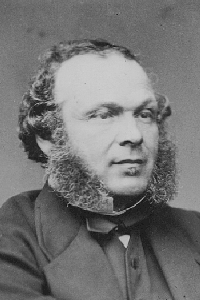
Charles Adolphe Wurtz, miembro de la red alsaciana

Estos se esfuerzan por popularizar en todos los rincones del país el «modelo germánico» al cual se deben, según ellos, los incontestables éxitos de lo que es entonces la primera industria química del mundo. Para eso, se apoyan sobre todo en el AFAS (Wurtz y Friedel formaron parte del grupo fundador), cuyos congresos se organizan cada año en una ciudad diferente, lo que suponía un instrumento muy eficaz para la difusión de sus ideas. Para Lauth como para las demás miembros de la red alsaciana, la notable expansión de la industria alemana «mantiene la buena relación entre las empresas, la investigación y la enseñanza. Efectivamente, Alemania dispone de una notable red de universidades autónomas, poderosamente organizadas y ricamente dotadas. La enseñanza en ellas es libre y de alto nivel, el acceso a los estudios fácil. Los profesores, numerosos, bien pagados, gozan de la consideración general; y sobre todo, no se teme enseñar las ciencias aplicadas. Paralelamente, el Imperio alemán está provisto de un conjunto de escuelas técnicas superiores» que forman a los ingenieros que necesita la industria, y que en 1892 están casi todas equipadas de un laboratorio de química. De hecho, esta forma de «enseñanza superior alemana había demostrado su eficacia. Justus von Liebig había comprendido desde 1825 que la adquisición precisa de las técnicas de laboratorio era imprescindible para la formación de químicos fecundos, y su laboratorio de Giessen se había convertido en el verdadero "centro de formación" de la química alemana. Siguiendo su ejemplo, las universidades alemanas [y las "Technische Hochschulen"] se dotaron de laboratorios muy a menudo dirigidos por antiguos alumnos ».
Descentralización y autonomía, universidades ricas y poderosamente organizadas, acceso fácil a los estudios, pragmatismo, libertad de la ciencia pura – «uno de las más bellas estructuras de las universidades alemanas» – y finalmente, sobre todo, presencia fuerte de la investigación y de sus aplicaciones prácticas en la enseñanza superior son los principales elementos fundacionales del modelo alemán, que con gran pesar de los sabios alsacianos del AFAS no encuentra equivalente francés.

### El proyecto de escuela nacional de Charles Lauth
Cuando Lauth escribió al ministro en 1878, la reforma de la enseñanza superior ya está comprometida desde hace algunos años. En un principio, Lauth solo insiste en su carta en la necesidad de crear por un lado laboratorios de investigación y de enseñanza capaces de acoger estudiantes que puedan aprender la química «viva», y por otro lado una verdadera enseñanza de la química dispensada en una perspectiva de aplicación industrial. Propone la creación de una «escuela autónoma de química, estructura de enseñanza [que] [entonces] domina bien el modelo».

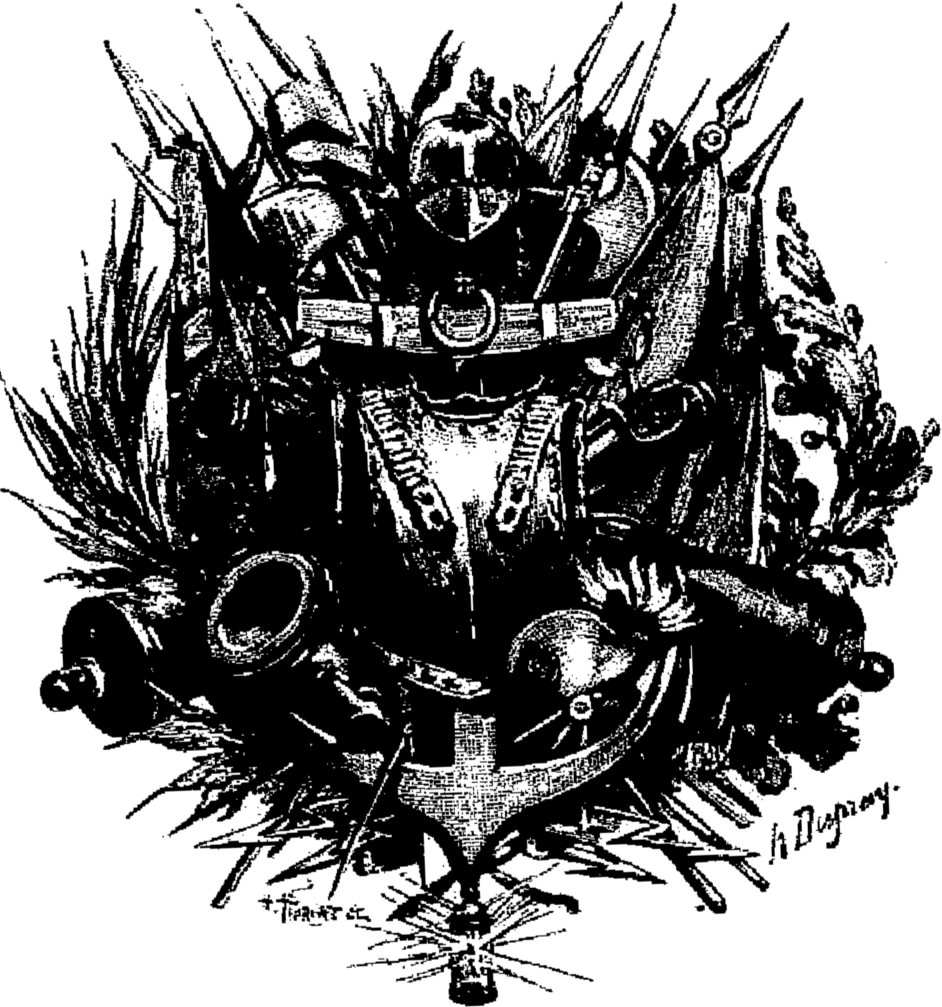
La Escuela Politécnica, cuyas armas de la época están representadas aquí, habría participado en las presiones que se oponían a la creación de la ESPCI.

El programa de enseñanza que él imagina para el futuro centro es el reflejo de su concepción de la enseñanza de la química. Se compondría de «tres años de estudios consecutivos, comprendiendo a la vez una enseñanza teórica bajo forma de curso y de conferencias, y una enseñanza práctica, es decir el trabajo de laboratorio. El primer año estaría dedicado al análisis mineral cualitativo y cuantitativo y a algunas preparaciones elementales; las conferencias tratarían sobre la química inorgánica y orgánica. El segundo año estaría dedicado al análisis orgánico, a los análisis industriales y a las preparaciones delicadas o complejas; el tema de las conferencias sería la exposición de las principales industrias químicas. Finalmente, el tercer año, se acostumbraría a los alumnos a solucionar los problemas industriales, por medio de trabajos metódicos que procederían de las peticiones de los problemas de nuestras diversas industrias; las conferencias pondrían a los alumnos al corriente de los hechos más recientes de la ciencia y de la industria. […] Al final de los tres años, un examen o una oposición podrían otorgar a los alumnos merecedores un diploma especial bajo el nombre de diploma de ingeniero químico». Se trataba para Lauth, para los demás miembros de la red alsaciana y para los sabios franceses que compartían algunas de sus ideas, como Pasteur o Berthelot, de evitar el doble escollo de la abstracción excesiva, rasgo característico de una escuela como la Polytechnique, y del empirismo primario que podemos encontrar, por ejemplo, en los programas de estudios de las Escuelas de artes y oficios. Esta nueva enseñanza, que pone el énfasis en el enfoque experimental de la ciencia, sobre el trabajo de laboratorio, tiene que permitir a los estudiantes desarrollar una verdadera aptitud para la investigación aplicada y para elevadas competencias científicas manteniéndose cercano a las aplicaciones industriales, y formar así ingenieros-químicos capaces de afrontar a diario los problemas que pueda ocasionar la nueva industria química.
Sin embargo, este primer proyecto no vio nunca la luz tal cual, el Ministerio de Comercio y de Agricultura no dio nunca continuación al encargo de Lauth, actitud que André Grelon atribuye a las «presiones conjuntas de los inquilinos de las grandes escuelas y de los universitarios parisinos ofendidos por las críticas»

### La creación de la escuela municipal en París

La Escuela Municipal de Física y de Química Industrial, futura ESPCI, es creada formalmente por Charles Floquet.

Lauth se orienta entonces hacia la ciudad de París, de cuyo ayuntamiento forma parte. La cuestión de la creación de una escuela está registrada en el orden del día del Consejo del 22 de diciembre de 1880, que decidió constituir una comisión para estudiar las cuestiones relativas a este problema y abrir un crédito de 10 000 francos para sufragar los gastos necesarios para este estudio. El 20 de junio de 1881, el Prefecto del Sena nombra por decreto los catorce miembros de esta Comisión. Figuran, concretamente, Berthelot y Wurtz, como miembros del Instituto, y Lauth, como director de la fábrica de Sèvres. El informe de la Comisión se presentó algunos meses después en el Consejo municipal. Reunía en un único documento un programa que incluía las condiciones de entrada, el reglamento interior, la duración de los estudios, el plan de los diferentes cursos y el presupuesto del nuevo centro, y una exposición de motivos que definían «el espíritu» de La escuela. Dos novedades destacadas aparecen en el programa presentado con este informe. En primer lugar, está previsto introducir la enseñanza de la física, además de la química. «Los fundadores apuestan [efectivamente] por el desarrollo mutuo de la química y de la física aplicada, en particular en el campo de la electricidad, apoyándose, entre otras cosas, en los resultados de la primera exposición internacional de electricidad en París, en 1881; y deciden asociar la enseñanza de estas dos ciencias». En segundo lugar, aparece escrito que «los alumnos tendrán derecho a una indemnización de 50 francos al mes durante los tres años que pasarán en la Escuela». Esta decisión, que debería facilitar el acceso de los niños de las clases populares a los estudios, recuerda «el acceso fácil a los estudios» evocado más arriba a propósito del modelo alemán.
Además de estos aspectos de la futura escuela, la exposición de motivos del informe muestra las características esenciales: «[…] La nueva escuela tendrá como objetivo ofrecer [a los] jóvenes la adquisición de conocimientos científicos especiales, por medio de los cuales podrán ocupar, en las diferentes fábricas, un puesto importante, ya sea en la construcción de aparatos de física, ya sea en las investigaciones de química industrial. […] La Escuela Municipal de Física y Química Industrial no tendrá ninguna relación con los establecimientos de enseñanza superior que existen actualmente. Mientras que [estos últimos] reciben a jóvenes recién salidos de los institutos, y forman médicos, farmacéuticos, profesores y sabios, la Escuela municipal, que ofrecerá un complemento a los estudios primarios superiores, tendrá sobre todo como objetivo dar una enseñanza práctica y especial; los alumnos, que saldrán de la Escuela, se convertirán, según sus aptitudes, o contramaestres, o ingenieros, o químicos. En Mulhouse, Zurich, Estrasburgo se crearon escuelas parecidas. En 1878, Ch. Lauth [escribía] al Ministro de la Agricultura una carta para demostrarle la necesidad de la creación de una Escuela Nacional de Química similar a la que proponemos fundar en París ».
El decreto que lleva a la creación de la Escuela Municipal de Física y Química Industrial fue firmado el 28 de agosto de 1882 por el prefecto Charles Floquet.

## Los dos grandes periodos de la escuela
La historia de la ESPCI, y de sus relaciones con la industria y la investigación, se divide en dos periodos muy diferentes entre sí. La primera época dura hasta el final de los años veinte, con Langevin en la dirección de la Escuela. Se caracterizó por una orientación muy industrial del centro. La segunda época comienza al principio de los años treinta, y se caracterizó por un nítido cambio de la política de la ESPCI a favor de las ciencias fundamentales y de la investigación.

### Entre 1882 y 1930: una escuela al servicio de la industria

#### La huella de la red alsaciana

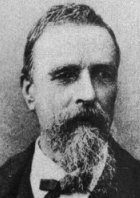
Paul Schützenberger, primer director de la futura ESPCI

Los tres primeros directores del establecimiento fueron Schützenberger, Lauth y Haller, quienes contribuyeron todos a su creación. Encontramos igualmente a Friedel en el consejo de administración durante los primeros años, así como a Wurtz, que participó activamente en la formación de la Escuela al ser miembro de la Comisión de estudio del Municipio. La EMPCI, futura ESPCI, aparece así marcada con el sello de las ideas desarrolladas y defendidas por la red alsaciana, cuyo núcleo estaba compuesto precisamente por estos cinco sabios.
De hecho, el centro entra en una cierta continuidad adoptando el pragmatismo germánico elogiado por los Alsacianos, y por consiguiente una enseñanza muy inclinada hacia los aspectos prácticos y el trabajo experimental. El análisis del cursus del EMPCI revela efectivamente que « las clases puramente teóricas cubren apenas una cuarta parte de su horario, el resto [está] dedicado a aspectos de la ciencia provistos de aplicaciones industriales: trabajos prácticos de laboratorio, dibujo industrial y problemas tecnológicos; [por el contrario] hay pocas conferencias». Hay que recordar igualmente la introducción de clase que inicia a los alumnos de tercer año «a la contabilidad industrial, a la economía política elemental y a todas las discusiones económicas producidas por los diferentes procesos de fabricación, así como a todas las solicitudes de nuestras diversas industrias». Éstos ilustran claramente una profunda voluntad de arraigo del establecimiento en el mundo industrial.
La Escuela, como institución, es por otra parte muy cercana a la industria. Esta proximidad se manifiesta por un lado con la presencia de numerosos industriales en el seno del consejo de administración de la institución, por otro lado con la participación activa de las miembros del profesorado de la Escuela en proyectos industriales. En cuanto al lugar ocupado por los industriales en la gestión de la Escuela, Terry Shinn destaca que «cerca de una sexta parte del consejo de administración [está] compuesto de industriales parisienses, [que consiguen] que algunas clases sean confiadas a científicos que trabajan ya para la industria y que, haciendo esto, garantizan que la orientación de la ESPC permanezca en armonía con sus estrategias técnicas». Con respecto a las funciones industriales que pueden ocupar los profesores, están ilustradas por los ejemplos ofrecidos por los tres primeros directores : «Schützenberger […] participará en la fabricación de productos químicos y, en particular, en el desarrollo de los fertilizantes y de los tintes sintéticos. Lauth […] trabajará regularmente con los departamentos de investigación y de producción de la Sociedad de los productos químicos de Saint-Denis. Albin Haller […] tendrá por su parte numerosas consultas con los industriales parisienses […]».
Finalmente, tercero y último punto que marca la continuidad y que caracteriza lo que Terry Shinn llama «el universo coherente de las ciencias industriales» de la ESPCI, el perfil de los alumnos admitidos en la Escuela responde igualmente al deseo de los sabios alsacianos de asociar ciencia e industria. El examen de ingreso se dirige efectivamente a los jóvenes que han iniciado su escolaridad en las Escuelas primarias superiores, «los cuales [ellos] salen provistos de un sólido bagaje en ciencias y en matemáticas prácticas y muy proclives a orientarse hacia el sector industrial». Condiciones que no cumplen ni las Escuelas primarias, donde el nivel es sin duda insuficiente, ni los institutos, «cuyos alumnos […] apenas manifiestan interés por aquel entonces por las carreras técnicas».

#### Una dimensión científica descuidada

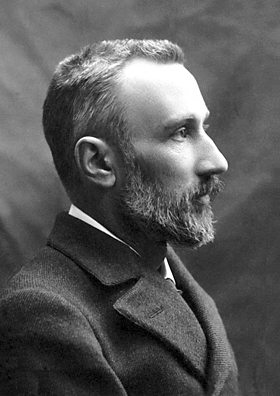
Pierre Curie ha sido de esos preparadores que, según el reglamento de la escuela, debían «abstenerse de hacer investigaciones personales que les impidieran dedicar todo el tiempo a la vigilancia de los alumnos».

Estos tres puntos sin embargo no hacen de la nueva escuela el fiel reflejo de las ideas defendidas por la red alsaciana. Hay efectivamente un claro desfase entre el espíritu que preside su creación y aquel del proyecto inicial de Lauth. Lo que Lauth lamenta en su crítica de la enseñanza superior, es en concreto que los laboratorios parisienses, «excelentes para los que saben, [sean] insuficientes para los que quieren aprender». Falta algo en los laboratorios existentes, y este algo es un verdadero apoyo a los alumnos que les permita, entre otras cosas, «investigar las transformaciones de un hecho científico en un resultado práctico, suscitar la creación de una industria nueva». Con la esperanza de ver realizarse este programa, Lauth propone, para el tercer año de la Escuela Nacional de Químicam, que él llama de los votos, «acostumbrar a los alumnos a la solución de los problemas industriales, por medio de trabajos metodológicos que respondan a las solicitudes de los problemas de nuestras diversas industrias [mientras que] las conferencias pondrían a los alumnos al corriente de los hechos más recientes de la ciencia y de la industria». De este modo espera articular actividades científicas e industriales, y es esta voluntad de articulación la que está un poco perdida con ocasión de la creación de la Escuela.
El EMPCI de los comienzos se distingue efectivamente por tres puntos de esta voluntad inicial de Lauth. En primer lugar, la vocación de la enseñanza es exclusivamente tecnológica. Excepto el mínimo de conocimiento necesario para el cumplimiento inteligente de los trabajos prácticos, nada se dice de la ciencia pura y de sus últimos desarrollos. Se busca su ausencia total de los programas de tercer año. Está escrito efectivamente que «durante el tercer año, los alumnos […] continuarán siguiendo una o dos clases por día […]. Las clases [que ellos] seguirán deberán iniciarles en la contabilidad industrial, en la economía política elemental y en todas las discusiones económicas producidas por los diferentes procesos de fabricación, así como en todas las solicitudes de nuestras diversas industrias». En segundo lugar la iniciación a la investigación, incluso aplicada, es inexistente: el porcentaje del tiempo dedicado a la enseñanza de la investigación es nulo. Finalmente, se disuade la realización de trabajos de investigación que no tengan directamente relación con la vocación industrial del establecimiento. El reglamento estipula que los preparadores «pasarán su jornada entera en la Escuela, serán jefes de trabajos y ayudarán a los alumnos en los laboratorios; tendrán que abstenerse de hacer investigaciones personales que no les permitan consagrar todo el tiempo a la vigilancia de los alumnos». Sabiendo que los únicos alumnos de tercer año tienen que pasar la mayor parte de su jornada en el laboratorio, esto apenas deja tiempo para proseguir ninguna investigación personal, si este texto se aplica al pie de la letra.

#### A la búsqueda de un equilibrio
Los primeros directores del EMPCI intentan sin embargo preservar, en la Escuela, una parte de actividad científica, buscando al mismo tiempo un equilibrio con la vocación industrial del establecimiento, lo que no es siempre evidente. Albin Haller propone así al consejo de administración, el 5 de noviembre de 1906, acoger en la Escuela a algunos investigadores extranjeros que continuarían allí sus trabajos, poniendo por delante que «entre los maestros de la Escuela, están aquellos cuya fama se extiende fuera de los límites del territorio francés […]. Así ocurre que jóvenes sabios extranjeros nos hayan pedido ser recibidos en La Escuela, para dedicarse a investigaciones originales o para colaborar con nuestros maestros y no para recibir la enseñanza habitual. La Escuela ganaría en notoriedad y consideración». Charles Lauth, aun miembro del consejo después de haber ofrecido su plaza a Haller, se opuso a esta sugerencia, argumentando que «la Escuela es un establecimiento industrial, basado ciertamente en la ciencia (sin la cual ningún progreso sería realizable), pero no tiene que transformarse en un establecimiento de ciencia pura […]. Recibir en la Escuela a extranjeros a los que se les pondría al corriente de nuestras investigaciones y de nuestros trabajos industriales transformaría la naturaleza y el objetivo de nuestro establecimiento». Este ejemplo ilustra las tensiones que pueden nacer de esta investigación de equilibrio entre la voluntad de continuar investigaciones científicas en el seno de la Escuela y la vocación industrial de la EMPCI encarnada por el reglamento.

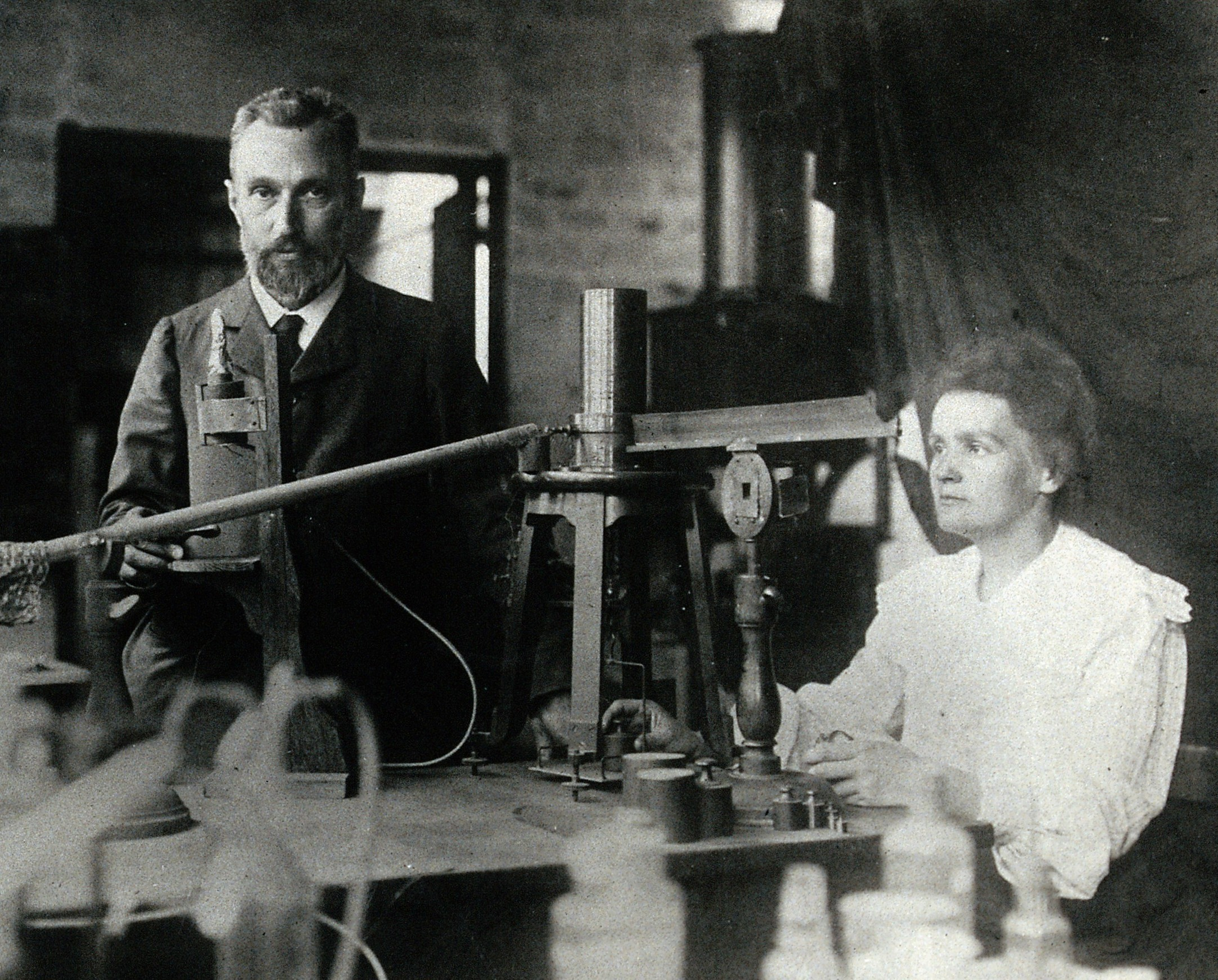
Pierre Curie y Marie Curie en su laboratorio del EMPCI

Schützenberger intenta igualmente preservar un espacio volcado en la investigación fundamental. Pierre Biquard informa de los propósitos de Paul Langevin que evocan el rol desempeñado por el primer director en la defensa de la investigación fundamental frente al punto de reglamento que limita en este punto las posibles ambiciones de los preparadores: «Si Schützenberger, como por otro lado todos sus sucesores, no había tenido una opinión diferente [del espíritu de este reglamento], Pierre Curie no hubiera pasado nunca su tesis tan fundamental sobre el magnetismo y seguramente no habría descubierto el Radio. Es cierto que no se habría quedado con nosotros, y estarán de acuerdo en que esto habría sido un perjuicio, al menos para nosotros». Así se refieren al profesor Curie, en la nota pedagógica que se le atribuye en 1903, que su actitud le lleva tal vez «por encima de las ideas que el objetivo de la Escuela debe intentar desarrollar. Pero el resplandor que ha puesto en sus investigaciones sobre la Escuela, nos devuelve su colaboración más útil».
Esta voluntad de reajuste permite así a la Escuela acoger trabajos de investigación de muy alto nivel, y sobre todo los de Pierre y Marie Curie. Pero eso queda siempre precario. Terry Shinn recuerda así que «cuando Pierre Curie, simple encargado de curso en el ESPC, obtuvo la autorización para hacer sus investigaciones, solo se puso a su disposición, a modo de laboratorio, un pequeño cobertizo deteriorado y algunos viejos instrumentos».

### A partir de 1930 : el acercamiento a la investigación
Pero no es hasta el comienzo de los años treinta cuando se inicia, bajo el impulso de Paul Langevin, el comienzo de un verdadero movimiento de aceptación de la investigación y de la ciencia fundamental en el seno de la Escuela.

#### La naturaleza de los cambios
En cuanto a las modificaciones aportadas al programa de enseñanza, Terry Shinn destaca cuatro puntos importantes: «a) las clases de matemáticas aplicadas son cambiadas por una formación de matemáticas teóricas avanzadas; b) la enseñanza de la tecnología es en parte eclipsada por la de las ciencias teóricas y relación entre teoría y descubrimientos experimentales; c) la especialización promovida reemplaza la pluridisciplinaridad; d) la investigación se convierte en parte integrante de los cursos». En general, la parte teórica de la enseñanza progresa en detrimento de la parte práctica, que pasa del 74 al 65 % del tiempo de estudio. En el mismo tiempo, asistimos a un refuerzo de la investigación fundamental en el seno de la Escuela. Fue particularmente el escenario de los trabajos de René Lucas sobre la birrefringencia o de aquellos de Georges Champetier sobre la química molecular. «Allí serán debatidas en primicia y perfeccionadas algunas de las concepciones más decisivas de Louis de Broglie, y presentados los descubrimientos de Frédéric Joliot-Curie». Entre 1953 y 1970 el número de investigadores activos en la Escuela pasa de 37 a 116. En 1971, aparece en un informe sobre el estado de la investigación en la ESPCI que «la investigación es inseparable de una verdadera enseñanza superior. ¿Cómo enseñar la ciencia que se crea sin participar uno mismo en su creación»? Algo más de treinta años después del rechazo de Lauth a abrir los laboratorios de la Escuela a los jóvenes investigadores extranjeros, el ESPCI acaba por suavizar en 1937 este reglamento no-escrito que autoriza la venida de científicos de Luxemburgo o Checoslovaquia, sin sobrepasar nunca el límite del 10 % del número de alumnos franceses. Al mismo tiempo, se observa que este movimiento de emergencia de la ciencia pura y de la investigación se acompaña igualmente de un retroceso de la influencia directa de los industriales. Ven disminuir su número a la mitad [en el consejo de administración], y ya no constituyen, entre 1950 y 1965, más que el 10 % de sus miembros».

#### Una presencia siempre fuerte de la industria
La aparición de una enseñanza que permitía, siguiendo las palabras de Lauth, poner a «los alumnos al corriente de los hechos más recientes de la ciencia», gracias en particular al aprendizaje de la investigación (8 % del tiempo total de enseñanza según el análisis de Terry Shinn), y el refuerzo de la investigación fundamental marcan el verdadero regreso de los principios recomendados por los miembros de la red alsaciana. Porque la Escuela mantiene siempre su vocación industrial. Aun siendo menos numerosos, los industriales permanecen en el consejo de administración. Desde el punto de vista de la enseñanza, la evolución observada no es un cambio de tendencia, y su aspecto práctico y orientado hacia la aplicación predomina. Finalmente, una gran parte de las nuevas investigaciones, incluso las más importantes, no pierde nunca de vista sus eventuales recaídas prácticas, siguiendo el ejemplo de los Curie y, sobre todo, de Langevin, que puso su conocimiento al servicio de Francia inventando el sonar durante la Primera Guerra Mundial, sobre la base de sus trabajos teóricos sobre los ultrasonidos.
Porque ni Langevin ni sus sucesores hacen distinción entre ciencia pura y ciencia aplicada. Según él no puede haber muros divisorios entre el productor de conocimientos que es el científico y todos los que apoyan las necesidades de los hombres a través de la producción de riquezas: «El sabio ya no puede quedar aislado, pero tiene que estar conectado con el campesino y con el obrero, cada vez más formados, por la cadena continua de los intermediarios y de los intérpretes que representan los ingenieros y los técnicos en diferentes niveles de aptitudes y funciones. La necesidad garantiza esta unión creando los organismos necesarios para la preparación de hombres no sólo informados sobre la ciencia hecha, sino también y sobre todo impregnados del método, sabiendo a través de un contacto directo y prolongado con la experimentación, a través de una seria iniciación a las técnicas del laboratorio, cómo se hace la ciencia, cómo es de provisional y viva, qué grado de confianza podemos tener en sus resultados, demasiado a menudo enseñados de manera dogmática, definitiva y muerta.».
Este espíritu ha sido continuado y profundizado por los sucesores de Langevin, y sobre todo por Pierre-Gilles de Gennes.

### La Escuela hoy
Fue durante el mandato de Pierre-Gilles de Gennes cuando la ESPCI encuentra su equilibrio actual, y se convierte en una de las mejores escuelas francesas de ingeniería. De Gennes deja su marca incitando a los docentes-investigadores de la Escuela a superar las fronteras entre ciencia e industria, y a conservar siempre en el espíritu la dimensión de aplicación potencial de cada uno de sus trabajos, incluidos los más importantes.
Bajo la dirección de Pierre-Gilles de Gennes, la escuela continua el desarrollo de su actividad de investigación fundamental, y acaba teniendo 20 laboratorios de los cuales 18 asociados al CNRS y 2 grupos de investigación interdisciplinar, que juntos reagrupan más de 250 investigadores y 40 visitantes extranjeros. La escuela entrega una veintena de doctorados cada año.
Al mismo tiempo, la escuela conserva un vínculo estrecho con la industria, depositando sobre todo una cuarentena de diplomas al año. Varias empresas han salido directamente de la escuela. Claude Boccara, director científico hasta 2003, explica que «el gran lugar que ocupan las cooperaciones que mantenemos con el mundo de la investigación pública (Ministerio de la Investigación, Centro Nacional de la Investigación Científica, Instituto de la Investigación Médica) o privada (grandes sociedades, pequeñas y medianas empresas) otorgan a la Escuela un perfil destacado de investigación innovadora explorando sin distinción los aspectos más fundamentales y las aplicaciones más estratégicas».

## Cronología
| Año  | Acontecimiento |
| ---- | --- |
| 1878 | Carta de Charles Lauth al ministro del comercio (sin respuesta) |
| 1880 | Inscripción del problema de la creación de una escuela de química en el orden del día del Consejo municipal de Paris. Creación de una comisión y apertura de un crédito de 10000 francos. Comienzo de los trabajos de los hermanos Pierre y Jacques Curie sobre las propiedades eléctricas de los cristales que les lleva al descubrimiento de la piezoelectricidad. |
| 1881 | Nombramiento de los miembros de la Comisión Presentación del informe de la Comisión |
| 1882 | Firma del decreto de la creación de la Escuela Director: Paul Schützenberger Creación y nombramiento de los miembros del consejo de perfeccionamiento y de administración Primer concurso: 33 candidatos Primera promoción: 29 alumnos |
| 1897 | P. Schützenberger cae enfermo. Período en funciones de Gariel Marie Curie comienza sus trabajos sobre los rayos de uranio |
| 1898 | Descubrimiento del Polonio Descubrimiento del Radio |
| 1989 | Director: Charles Lauth Director de los estudios (nueva plaza): Charles M. Gariel |
| 1903 | Premio Nobel de Física atribuido a Pierre Curie y Marie Curie |
| 1905 | Director: Albin Haller Director de los estudios: Paul Langevin |
| 1906 | Introducción de la química-física en los programas de estudios |
| 1911 | Premio Nobel de Química atribuido a Marie Curie |
| 1925 | Director: Paul Langevin Director de los estudios: Hippolyte Copaux |
| 1927 | Revisiones de los programas |
| 1935 | Premio Nobel de Química atribuido a Frédéric Joliot-Curie y Irène Joliot-Curie |
| 1940 | Director: André-Louis Debierne Director de los estudios: René Lucas |
| 1946 | Fallecimiento de Langevin |
| 1947 | Director: René Lucas Director de los estudios: Georges Champetier |
| 1948 | Ampliación de la duración de los estudios a cuatro años Cambio de nombre de la Escuela: la Escuela Municipal (EMPCI) se convierte en la Escuela Superior de Física y de Química Industrial (ESPCI) |
| 1969 | Director: Georges Champetier Director de los estudios: Jean Uebersfeld Director Científico (nueva plaza): Jacques Badoz |
| 1973 | Plan de reforma de la enseñanza |
| 1976 | Director: Pierre-Gilles de Gennes Director de los estudios: Lucien Monnerie Director científico: Jacques Lewiner |
| 1991 | Premio Nobel de Física atribuido a Pierre-Gilles de Gennes |
| 1992 | Premio Nobel de Física atribuido a Georges Charpak |
| 2003 | Director: Jacques Prost Director de los estudios: Françoise Lafuma Director científico: Claude Boccara |
| 2008 | Cambio de nombre de la Escuela: el ESPCI pasa a llamarse ESPCI ParisTech |
| 2009 | Director de los estudios: Marc Fermigier Director científico: François Lequeux |
| 2014 | Director: Jean-François Joanny Directora de los Estudios: Elisabeth Bouchaud Director científico: Jérôme Lesueur |
| 2016 | Cambio de nombre de marca de la Escuela: ESPCI ParisTech pasa a ser ESPCI París Directora de los Estudios: Véronique Bellosta Director de la Investigación: Rémi Carminatti |

## Artículos relacionados
- Escuela superior de física y de chimie industriales de la ciudad de París
- Pierre Curie y Marie Curie
- Paul Langevin
- Pierre-Gilles de Gennes
- Georges Charpak
- presentación de la historia de la ESPCI sobre el website de la escuela

- Datos: Q3137016